# Pierphulia isabela
Pierphulia isabela is een vlindersoort uit de familie van de Pieridae (witjes), onderfamilie Pierinae.
Pierphulia isabela werd in 1977 beschreven door Field & Herrera.